# フランス革命期における非キリスト教化運動

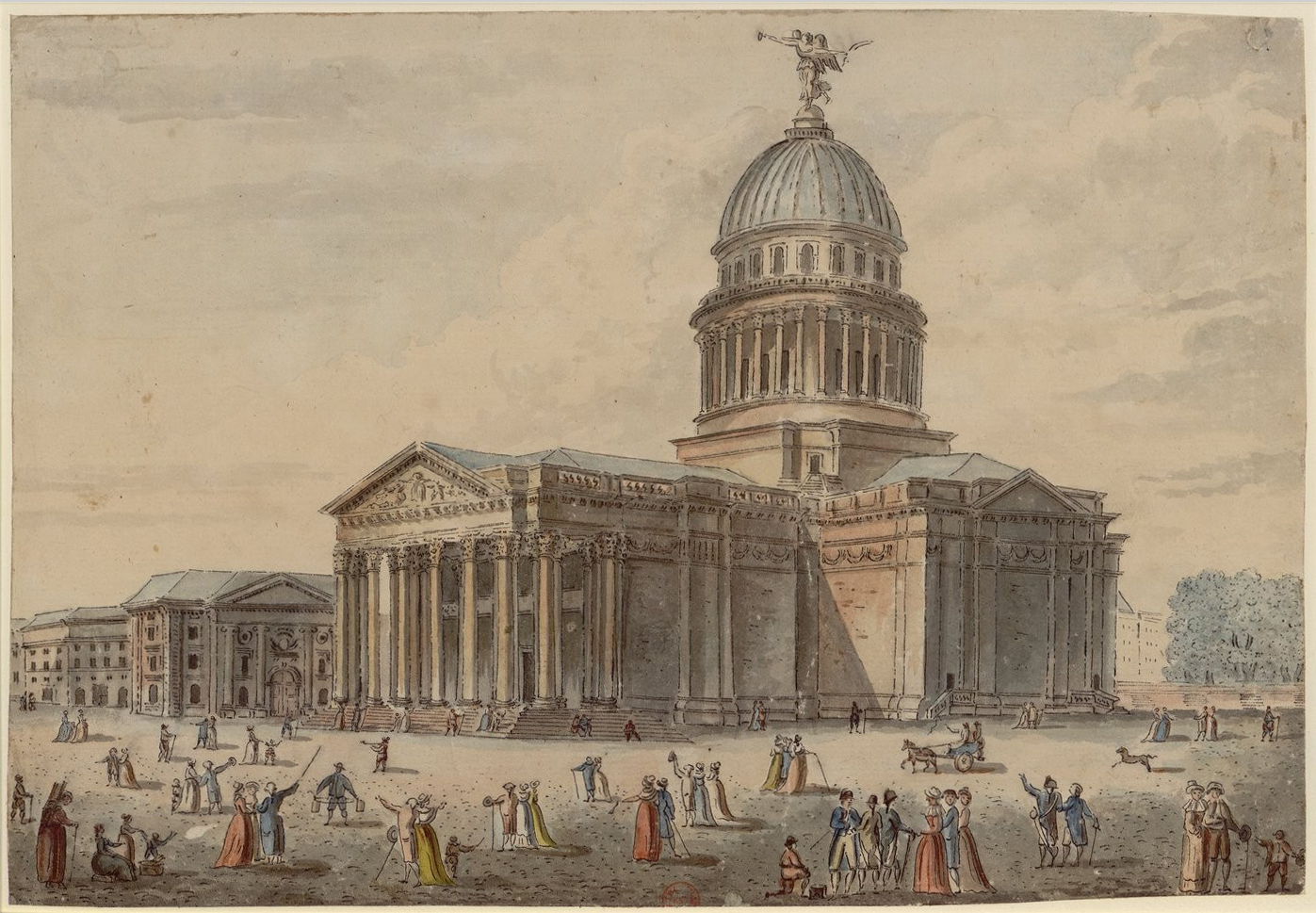
1792年のパンテオン。ドームには十字架の代わりにパリの守護聖女ジュヌヴィエーヴが取り付けられた。

フランス革命期における非キリスト教化運動（The dechristianization of France during the French Revolution）では、1789年のフランス革命の勃発から1801年の政教協約（コンコルダ）に至るまでの、革命期フランスの各政体がそれぞれに主導した、個別の非キリスト教化政策の諸相とその結果—これは、のちにラジカルな政教分離運動（ライシテ）の基礎をかたちづくった—について説明する。1793年から1794年にかけてのこの運動が目標としたのは、フランスにおいてカトリック教会が保有していた大量の土地、権力、財産の公的な接収であり、キリスト教的なさまざまな習俗および宗教としてのカトリックそのものの解消であった。その主たる動機がどこにあったのかについては多くの学術的な議論がある。
フランス革命は当初、教会の汚職や上級聖職者の富の占有に対する抗議として始まったが、これは多くのキリスト教徒でさえ容認しうるものであった。なぜなら、アンシャン・レジーム期のフランスにおいては、ローマ・カトリックが支配的な立場にあったからである。しかしながら、「恐怖政治」の名称で知られる2年間に起こった反教権主義的事象の数々は、近代ヨーロッパ史のなかでも最も暴力的な例に発展した。新しく発足した革命政府は教会を抑圧し、国教として位置づけられてきたカトリックとそれに依拠した王政を廃止し、さらに3万人の司祭を追放、数百名の聖職者を殺害した。1793年10月、キリスト教の暦（グレゴリオ暦）は革命の記念日を起点とする暦（フランス革命暦）に置き換えられ、そこに「自由の祭典」「理性の祭典」「最高存在の祭典」などのスケジュールが書き込まれた。無神論的な「理性の崇拝」や理神論にもとづく「最高存在の崇拝」などといった道徳的な宗教が新たに出現し、後者に関しては、短期間ではあったが、1794年4月、政府が公式にその遵守を人びとに命じている。

## 君主制下の宗教とカトリック教会

### 1789年以前
18世紀のフランスでは、ルイ14世が1685年にナントの勅令を取り消す王令（フォンテーヌブローの勅令）を発して以来、国民の大多数がカトリック信者であり、カトリックは国教の地位にあって唯一フランス王国によって保護されてきた宗教であった。少数のフランス系プロテスタント（大部分はユグノーとアルザス（当時はドイツの領域）のルター派）もおり、革命初期にはユダヤ人もまだフランスに住んでいた。1787年11月7日、国王ルイ16世は「寛容令」の名でよく知られているヴェルサイユ勅令に署名し、フランスの非カトリック教徒にも信教の自由を保障し、法的ないし民事的地位を公然と行使することのできる権利（市民権）を与え、カトリックに改宗しなくても正式な婚姻を認めることとした。一方、リベルタンの思想家たちは無神論と反教権主義とをフランス社会に広く普及させていた。
アンシャン・レジーム（「旧体制」）では、聖職者の権威は等族国家（身分制国家）における「第一身分」としての地位によって制度化されていた。フランス王国最大の土地所有者でもあるカトリック教会は、聖堂や修道院、学校、神学校、施療院、捨て子養育院、貧民救済など諸事業にかかわって得た莫大な資産を管理していた。教会はまた、十分の一税から巨額の収入を得ており、フランス全土に網の目のように張り巡らされた教区教会は、1667年の民事王令以降、教区司祭のもと洗礼証書・婚姻証書・埋葬証書の認証というかたちで戸籍業務を一手に担い、教区内住民の生誕、結婚、死や葬送に関する一切の記録を納めていた。王から発せられる命令もミサの祭壇から教区の人びとに告知された。教会組織はまた、民衆向けの医療、福祉、教育などの機能もはたして、すべての市民に影響を与え、人びとの日常生活に深く入り込んで王政による臣民統合を基礎づけるものとなっていた。

### 1789年から1792年まで
1780年代のフランスの国家財政は疲弊の極に達しており、1789年5月、国王ルイ16世は財政問題の抜本的な立て直しのために3身分（聖職者326人、貴族330人、平民661人）の代表計1,318人による全国三部会をヴェルサイユに召集し、事態の改善をめざした。しかし貴族たちは新しい租税制度に反対したため、第三身分（平民）は自分たちこそがフランス国民の代表者であると主張し、みずからの会議を国民議会と称し、憲法が制定されるまではどんな圧力があっても議会を解散させないと誓って立憲王政をめざした。これに第一身分（聖職者）議員の大部分と第二身分（貴族）の一部の議員が合流し、1789年7月9日、憲法制定国民議会が発足した。7月14日、パリの群衆がバスティーユ牢獄を襲撃し、ここを占拠してフランス革命の幕が切って落とされた。まもなく騒動はフランス全土におよび、後世「大恐怖」と称されるパニック状態が農村各地に広がった。国民議会は、オノーレ・ミラボーらの主導のもと、大恐怖に対応するため改革を急ぎ、8月4日、第一身分と第二身分が有していた特権を廃止した。議会はまた、8月26日、十分の一教会税の廃止を決議し、憲法前文として、ラファイエットらの起草による「人間と市民の権利の宣言」（フランス人権宣言）が採択された。以下は、その条文の一部である。
1789年10月10日、国民議会はカトリック教会が保有する土地と資産を押収し、これらを担保として債券アッシニアを発行し、これによって売却することを決定した。
1790年7月12日、行政権力の力で教会の粛正と再編を図る聖職者民事基本法（聖職者市民法）が議会を通過した。従来135あった司教区は新たに導入された県にあわせて83に削減され、18名いた大司教も10名までとされた。市町村の小教区も人口にあわせて再編された。聖職者の位階も単純化され、すでに有名無実化していた役職・聖職禄は全廃された。教区司祭と司教は、適性や資格が審査されたのち、行政単位ごとに俗人の選挙によって選ばれることとなった。これは行政改革の原則が教会組織にまで拡大されたことを意味している。聖職者民事基本法の本質は、教会は国家と市民社会に従属しなければならないというものであり、これはローマ教皇やローマ教皇庁の上位聖職者にとっては到底受け入れがたいものであった。当初ピウス6世は聖職者民事基本法に対して態度を保留していたが、すべてのフランスの聖職者が公務員として革命政府に忠誠の誓いをたてなければならないと定められると1791年3月から4月にかけてこの法令の内容を猛然と非難した。多くのフランスの聖職者たちは当初、教会の民主化を甘受したものの、135名の司教のうち宣誓に応じたのは7名のみであり、教区で直接信徒に接する司祭や助祭は約半数近くに相当する2万4,000名あまりが宣誓を拒否した。また、ローマ教皇が否定的態度を示したことによって宣誓を撤回した聖職者も少なくなかった。

### 王政の廃止と国王の処刑

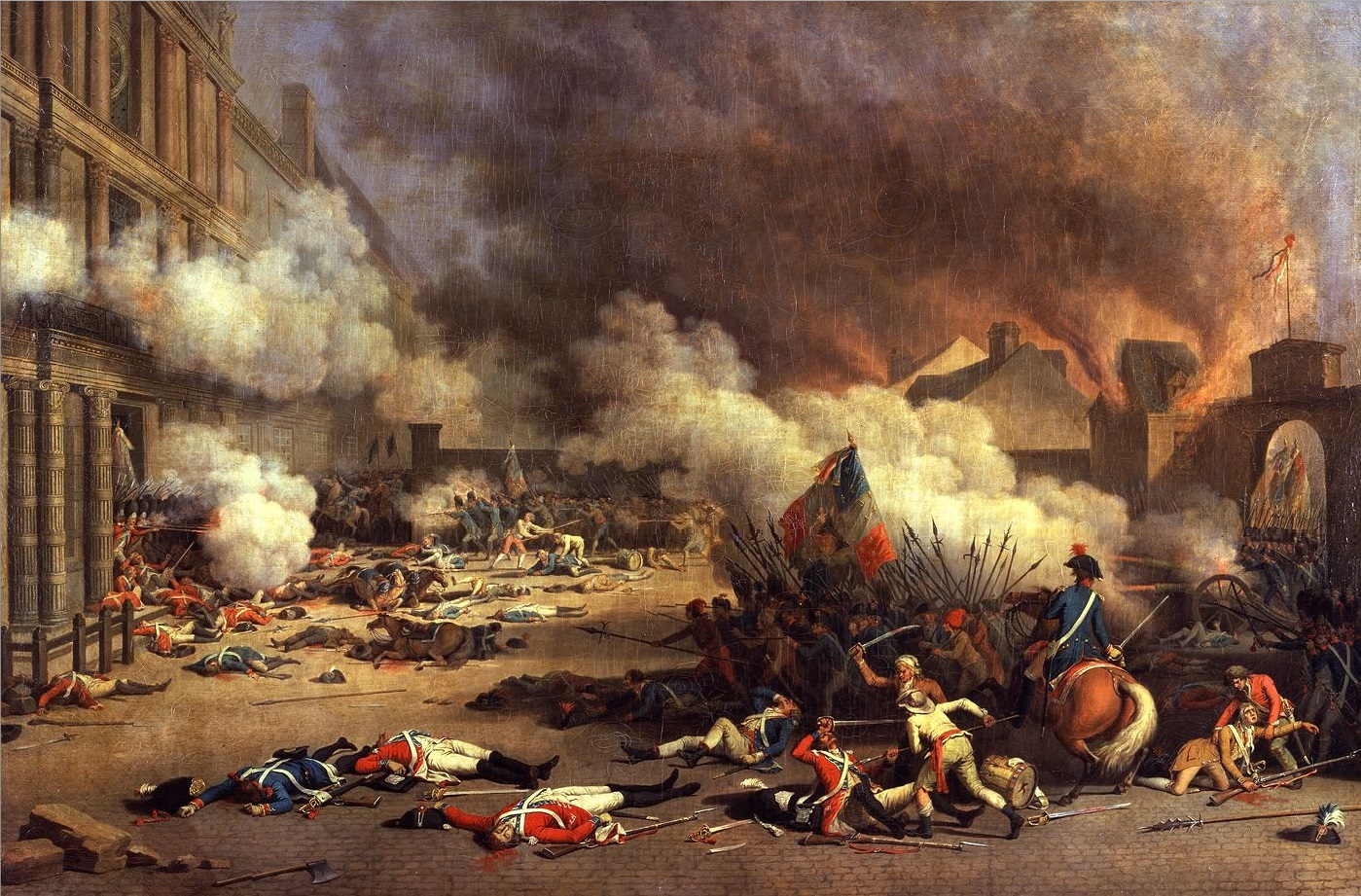
1792年8月10日のテュイルリー宮殿襲撃事件（Jean Duplessis-Bertaux（fr）画）

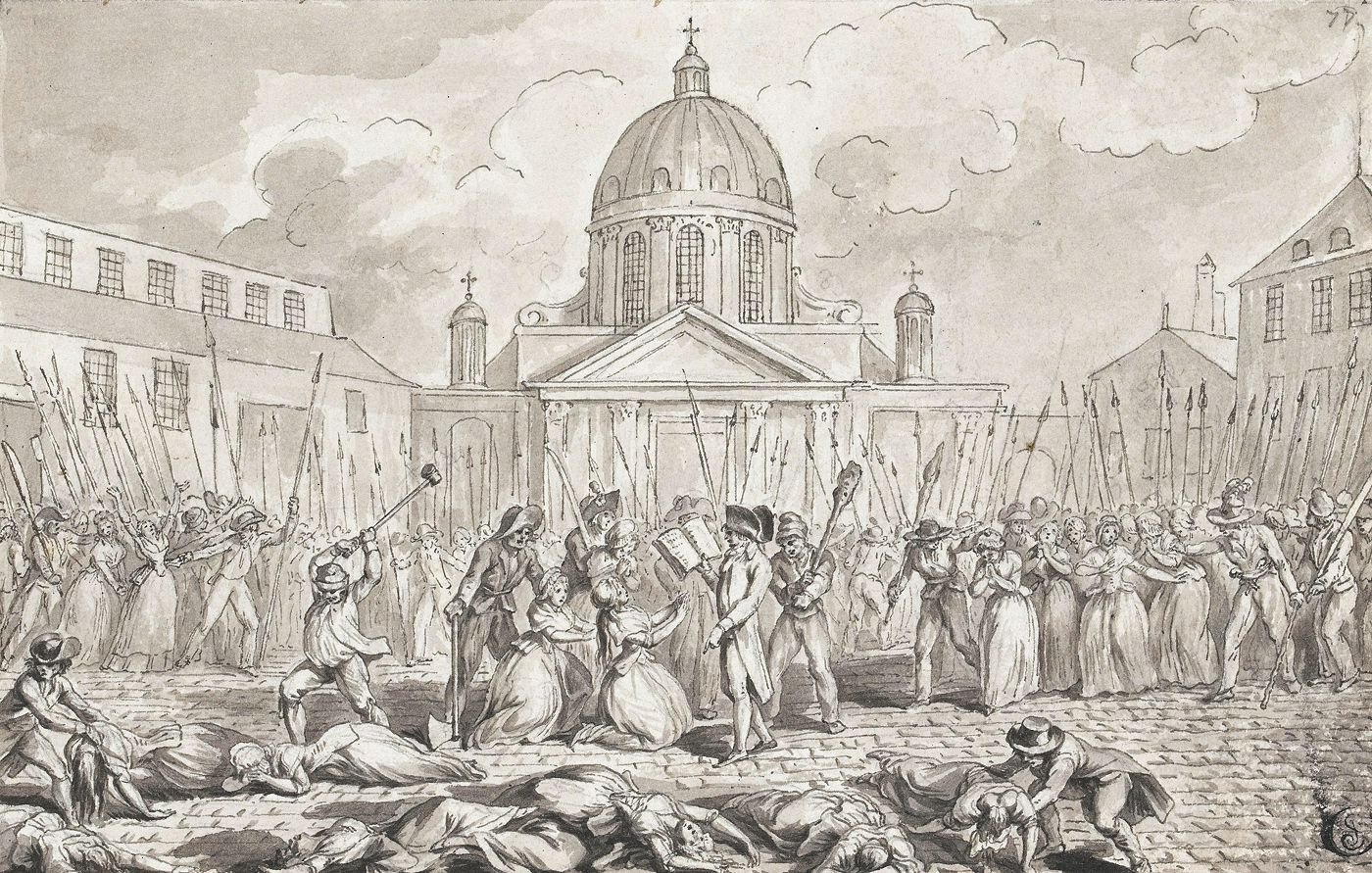
1792年の「九月虐殺」

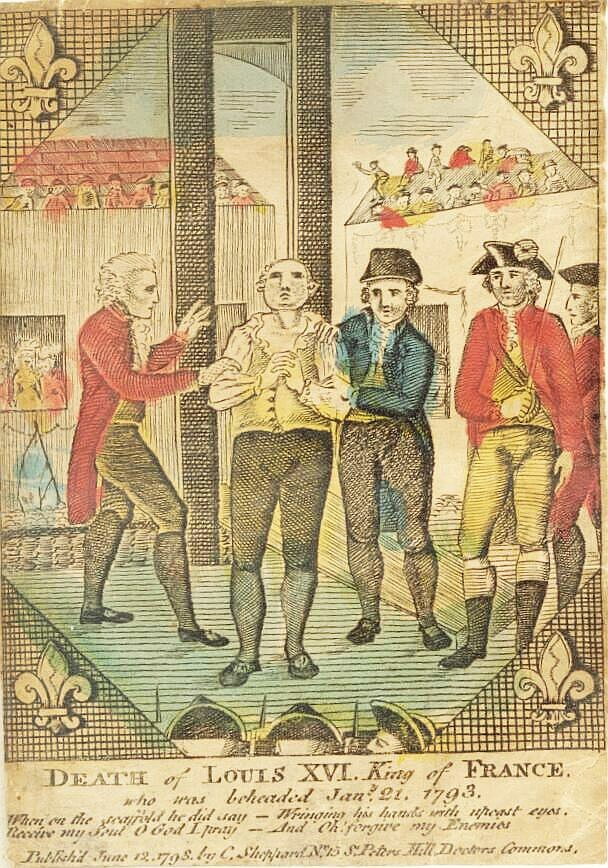
ルイ16世の処刑（1793年1月）

憲法制定国民議会は、1791年9月3日、フランス初の憲法（1791年憲法）を可決し、これはまもなく国王ルイ16世によって承認された。この憲法は、教会を国家権力のもとにおき、権力の世俗化を図ることを1つの特徴としていた。これに先立つ新しい地方行政制度やギルドの廃止を定めたル・シャプリエ法、教会財産を担保とする債券アッシニアの発行、聖職者民事基本法、あるいは、そのほか行政や財産に関する法令が次々と成立したが、1791年憲法とこれらの一連の法令にもとづく体制を「1791年憲法体制」と呼んでいる。ここでは、権力の世俗化とともにギルドなどの社団的な中間権力をなくして権力の一元化が推し進められた。1791年憲法では、税の支払能力によって能動市民と受動市民とに分け、能動市民による制限選挙によって選ばれた議員による、一院制の新しい議会をひらくことが定められた。こうした自由主義的な立憲君主制が軟着陸するためには、国王側の協力が条件となっていたが、革命側からすれば、これは不確実なものと把握されていた。議会が二院制論をしりぞけ、立法機関の行政機関に対する優位を強調して国王拒否権に難色を示したのも、宮廷に対する疑念からであった。国王一家がパリを脱出し、その日のうちにヴァレンヌで捕捉された1791年6月20日の事件（ヴァレンヌ事件）は、国民を見捨てようとした国王夫妻に対するこうした疑念を押しひろげ、それはときに激しい嫌悪をともなうものであった。
国民議会は制限選挙が実施されたことでその目的を終え、1791年9月30日、立法議会（立法国民議会）に引き継がれた。この議員の選挙では、国民議会議員の再選が禁じられていたので、新人ばかりの顔ぶれとなった。議会では、立憲君主政の定着をはかるフイヤン派といっそうの民主化を求めるジロンド派が対立した。立法議会は、フランス国内の反革命運動を支援する外国との開戦を主張するジロンド派、また、それとは逆に敗戦によって革命の終結をもくろむ国王周辺の双方の意向におされ、1792年4月20日、国境地帯の亡命者とこれを支持する外国の軍勢に対し軍事行動をとることを可決した。これは事実上、オーストリアに対する宣戦布告となった（フランス革命戦争）。これを受けてオーストリアと同盟したプロイセン軍がフランスに侵入、将校の大半が亡命し、弱体化していたフランス軍に対し、祖国の危機を感じたパリの民衆と全国から駆け付けた義勇軍がテュイルリー宮殿を襲撃して国王一家をタンプル塔に監禁、立法議会に対して普通選挙によって選ばれた議員から成る新しい議会の開設と新憲法の制定を約束させた（8月10日事件）。
翌8月11日、立法議会がパリのコミューンの圧力によりフランス国内全土の反革命容疑者の逮捕を許可し、8月17日にはこれら政治犯を裁く「特別刑事裁判所」の設置を承認した。こうしてパリの牢獄は反革命派とみなされた囚人でいっぱいになった。8月26日にロンウィがプロイセン軍により攻略され、パリ侵攻への危機感が一挙に高まった。義勇兵の募集が行なわれたが、その一方で「牢獄に収監されている反革命派たちが義勇軍出兵後にパリに残った彼らの家族を虐殺する」という噂も流れていた。オーストリア軍がフランスのヴェルダン要塞を陥落させた報がパリに伝えられると、ジョルジュ・ダントンは「全ては興奮し、全ては動顚し、全てはつかみかからんばかりだ。やがて打ち鳴らされる鐘は警戒の知らせではない。それは祖国の敵への攻撃なのだ。敵に打ち勝つためには、大胆さ、いっそうの大胆さ、常に大胆さが必要なのだ。そうすればフランスは救われるだろう！」と演説した。これがテロリズムへの公然たる誘導となり、9月2日未明から反革命派狩りが始まった（「九月虐殺」）。当時の牢獄には反革命とみなされた聖職者が収容されていた。宣誓拒否聖職者たちもいたが、政治に関与した聖職者は多くなかった。興奮した民衆の一群がまずアベイ牢獄に押しかけて収容されていた23人の聖職者を殺害し、ついでカルム牢獄では収監されていた150人の聖職者の大部分を殺害した。虐殺は牢獄のみならずいたるところで起こり、さらに地方へも拡散して数日間におよんだ。マリー・アントワネットと運命を共にするため帰国し、逮捕されていたランバル夫人も、このとき無残に殺されている。
1792年9月21日、男子普通選挙にもとづく国民公会がひらかれ、9月22日、王政の廃止が宣言されてフランス共和国が成立した。1793年1月21日、祖国に対する裏切りの罪で裁判にかけられた国王ルイ16世はシャルル＝アンリ・サンソンの手によってギロチンで処刑された。
これは、アンシャン・レジームとの決別を示す最後の象徴であったのと同時に、他のヨーロッパ諸国の君主たちに対する挑戦でもあった。

## 革命政府の新政策
非キリスト教化運動の計画はカトリック主義に反対し、最終的にはあらゆるキリスト教に対抗して行われた。
- 礼拝場所からの彫像やプレート、その他さまざまな図像の破壊。
- 礼拝の場における十字架 、鐘、その他あらゆる崇拝対象となる象徴物の破壊。
- 市民的宗教ないし革命的宗教の奨励、すなわち理性崇拝や1794年春の最高存在崇拝など。
- 1793年10月21日に制定された法律により、すべての宣誓拒否僧と彼らをかくまったすべての人は発見しだい死刑可能とした。

フランスにおける非キリスト教化の過程で特に注目すべき出来事は、1793年11月10日にパリのノートルダム聖堂で開かれた「理性の祭典」であった。
非キリスト教化のキャンペーンは、ヴォルテールなど啓蒙主義哲学の指導者にみえる物質主義の主張の論理的広がりとみなすことも可能であるが、教会に対して懐疑的な懸念をいだく他の人びとにとってはカトリック教会とその聖職者に対する怒り（反教権主義）を爆発させる機会となった。

## 革命と教会

### 聖職者民事基本法と戸籍管理の世俗化
1789年8月、フランス国家は教会の徴税権を奪った。教会財産の問題は新しく成立した革命政府の政策の中心課題となった。フランスのすべての教会が国家に属し、教会財産の没収が命じられ、競売にかけられることが宣言された。1790年7月、憲法制定国民議会は聖職者民事基本法を公布し、従来保有していた聖職者の特権を剥奪し、国家によって雇われる存在となり、聖職者は教区または司教区ごとに俗人による選挙で選ばれることとなり、すべての司祭と司教に新しい市民社会の秩序に忠誠を宣誓することを要求し、さもなくば解雇、追放、あるいは死刑に処せられることとした。
フランスの司祭たちは、こうした宣誓書に署名するためにローマ教皇の承認を受けなければならず、教皇ピウス6世はこの問題について約8か月間にわたってローマ教皇庁で審議した。1791年4月13日、教皇ピウス6世は聖職者民事基本法を非難し、これによってフランスのカトリック教会は分裂した。 50パーセント以上が国家と市民社会に忠誠を誓う「憲法派聖職者」となり、宣誓を拒否した僧は「正統教会」を自称する「不服従聖職者」となった。

1791年の宣誓拒否聖職者の分布
35.00 - 51.24%
51.25 - 67.49%
67.50 - 83.74%
83.75 - 100%
----
データが現代のフランスの地方行政区画をもとに集計されているため、地図中の境界は2007年のものである。

パリでは、1791年憲法後に召集された立法議会が開かれたが、混乱は解消できず、1792年9月2日から48時間にわたって3名の司教と200名以上の司祭が憤激する暴徒によって殺害された。 これは「九月虐殺」として知られるようになった。司祭たちはジャン＝バティスト・カリエの指示の下、外患罪の罪状で大量処刑（溺死刑）を受けた。リヨンでは、司祭や修道女たちがジョゼフ・フーシェとジャン＝マリー・コロー・デルボワの命令で分離主義のかどで大量処刑された。ロシュフォール港でも何百人もの司祭が投獄され、困難な状況で苦しんでいた。
保守派が逃亡してジロンド派が多数派となった立法議会は、さらに領主貢租の無償廃止や宣誓拒否聖職者の国外追放などを決めたが、過激化したパリの民衆はジロンド派への圧力を強めた。立法議会解散直前の1792年9月20日、議会は住民の民事的身分を認証する役務を教区教会から地方自治体に移した。国家は従来教会が掌握し、管理していた人びとの出生、死亡、結婚に関する記録を接収し、自らの管掌下に置いた。結婚は役所に届け出ることが正規の手続きとされ、カトリックの教義に反して離婚を合法化させた。これにより、離婚を認める世俗の法とそれを認めないカトリック教会の法は、婚姻に関する限り相容れないものとなった。離婚法の制定は、僧侶の結婚さえ合法化するものであり、教会法はもはや打ち捨てられたに等しかった。同時に、教会が反革命勢力の本拠となっているという根強い見方は、フランス全土の都市や集落において社会的・経済的な不平不満や暴力を悪化させた。

### 空間と時間の世俗化と強制的聖職放棄
反教会的な諸法が、 立法議会とそれを引き継いだ国民公会あるいはフランス全土の各自治体の議会を通過した。1793年における非キリスト教化運動の多くは、戦争資金を賄うために教会の金銀製の器物を押収する必要によって動機づけられた。 1793年11月、アンドル＝エ＝ロワールの地方議会は "dimanche"（「日曜日」の意味）という言葉を廃止した。同じ1793年11月、グレゴリオ暦 （1582年に教皇グレゴリウス13世によって制定された暦）が廃止され、代替する暦として共和暦（フランス革命暦）が採用された。グレゴリオ暦には、安息日、復活祭に代表されるキリスト教の大祭、聖人祝祭日がふんだんに盛り込まれ、1日ごとに守護聖人の名が記されていたが、これも廃止された。宗教上の休日は禁止され、収穫やその他の非宗教的シンボルを祝うための休日に置き換えられた。7日間であった週は10日間となった。7日に1日の休日（安息日）は、天地創造において神が7日目に休息したという『旧約聖書』の神話にもとづくものであったが、十進法が合理的で平等であるように考えられたためであった。革命暦（共和暦）では元日を第一共和政発足の1792年9月22日と定め、1年12か月はすべて平等に30日に分割した。のこりの5日は「サンキュロットの日」と名づけられて市民が祝祭をおこなう予備日とした。1日を等しく10時間にすることもおこなわれた。ひと月は十進法にもとづき、10日単位の旬日で3分割され、各旬の末日が休日とされたのである。しかしながら、9日連続の仕事はあまりにも過重であること、国際関係にかかわる業務はフランス国外のどこでも使用されているグレゴリオ暦の制度に戻らなければ運用できないことがすぐに判明した。そのため、1795年にはグレゴリオ暦の再構成がすでに始まっている。また、グレゴリオ暦は農事暦としても適合していたにもかかわらず、農本主義を唱える革命政府が秋から始まる革命暦を採用したのは矛盾していた。 
反教権主義のパレードは続けられ、1793年11月、コミューンの活動家たちに連行されたパリ大司教のジャン＝バティスト＝ジョゼフ・ゴベルは国民公会の演壇に立って僧職の離脱を宣言し、彼のミトラ（司教冠）は赤い「自由の帽子」に取り換えられた。彼は、みずからの叙任状と十字架、司教用の杖と指輪を壇上に置いて「革命が成った以上は自由と平等の宗教以外に国民的な宗教はもはや不要である」と述べた。聖職者議員たちは次々とこれにしたがった。僧職離脱を拒否してキリスト教の信仰告白をおこなった勇気ある議員はアンリ・グレゴワール司教だけであった。これ以降、聖職放棄は地方へも急速に波及し、憲法派僧すなわち教区僧2万6,542人のうち半数強にあたる1万3,000人ないし1万5,000人が聖職放棄の強制に応じた。非教区僧を加えた聖職者全体は1万6,000人から2万人におよぶと考えられており、教区聖職者はアンシャン・レジーム期の4分の1に落ち込んで、立憲教会体制はこうして内側から切り崩されてしまった。
聖職放棄には妻帯の強制をともなうことが少なくなかった。僧侶の独身は「カトリック的偏見の産物」とみなされ、聖職者と市民を隔てる障壁と考えられた。およそ6,000名の僧が教会法では許されない妻帯に手を染めた。偽装結婚で切り抜けた者もいないわけではなかったが、こうした聖職放棄や妻帯は国家への忠誠宣誓以上に人びとのあいだに聖職者への抜きがたい不信感を植え付けることともなったのである。
世俗化がはかられたのは時間ばかりではなく、空間も同様であった。宗教的な由来を持つあらゆる種類の街路や場所の名前が改変され、ロワ（王）やシャトー（城）のついた地名が君主政や封建制度を連想させるものだとして忌避された。たとえば、ベルギーのシャルルロワ（シャルル王）はシャールリーブル（自由の戦車）に、サンテチエンヌはアルムヴィル（武装せる都市）、南仏のサントロペはエラクレス（ヘラクレス）と改称された。パリではモンマルトル（殉教者の丘）がモン・マラー（マラーの丘）に、シテ島がイール・ド・ラ・フラテルニテ（友愛の島）に改変された。新しい地名に採用された名辞としては、自由、平等、友愛、市民、国民、共和国などといった公民的な要素を示したものや革命精神を表現したもの、あるいはフランス革命の英雄や古代の英雄など人名を冠したものなどがあった。これらの地名は、革命の終結やフランス復古王政の開始にともなって旧に復されたが、メートル法のみは空間秩序の基本をなすものとして今日まで保たれている。

### 聖像破壊・理性の祭典・最高存在の祭典
非キリスト教化運動は聖職者個人の攻撃ばかりでなく、教会施設への暴力もみられた。1793年11月には全国レベルでミサが禁止され、多くの教会が閉鎖されて「理性の寺院」に転用された。モン・サン＝ミシェルのように監獄に転用された例もあれば、倉庫や工場として使用される場合もあった。地元の人々はこうした非キリスト教化にしばしば抵抗し、辞任した聖職者たちに再びミサを執り行わせた。
革命初期におこなわれた教会の銀器や装飾品・祭具の没収が戦費調達の目的で激しさを増していき、造幣局に送られて溶解された。クリュニー修道院やサント＝ジュヌヴィエーヴ修道院など由緒ある教会・修道院も破壊されて蔵書などの貴重な文化遺産が失われた。鐘楼の鐘も没収され、祖国フランスの防衛のための砲弾として改鋳された。聖人像はいたるところで首を刈られたり、引きずりおろされていた。イコノクラスム（聖像破壊）やヴァンダリズム（文化破壊）と称される「民衆的暴力」が顕現した。神を冒涜するかのような火刑やマスカラード（仮装行列）がしばしば民衆の熱狂を誘い、聖人像やローマ教皇をかたどった人形が火あぶりにされ、聖書やミサ典書、祭壇布といった従来神聖視されてきた諸物が焼かれ、聖職放棄僧の叙任状と一緒に火にくべられた。
ジョゼフ・フーシェによって1793年10月に発せられた墓地令では、共同墓地から十字架さえ撤去されて、死者を見守るのはただ「死は永遠の眠りである」と記された墓碑銘だけとなった。死生観さえも世俗化され、以後、死と葬送は私事の領域へと移っていくこととなる。共同墓地や教会から刈りだされた十字架は火刑の薪となった。告解の場もまた焼却されるか、哨舎に転用された。
非キリスト教化運動と並行して愛国的な市民祭典がさかんに催されるようになった。そのなかで有名なのが、「理性の祭典」と「最高存在の祭典」であった。

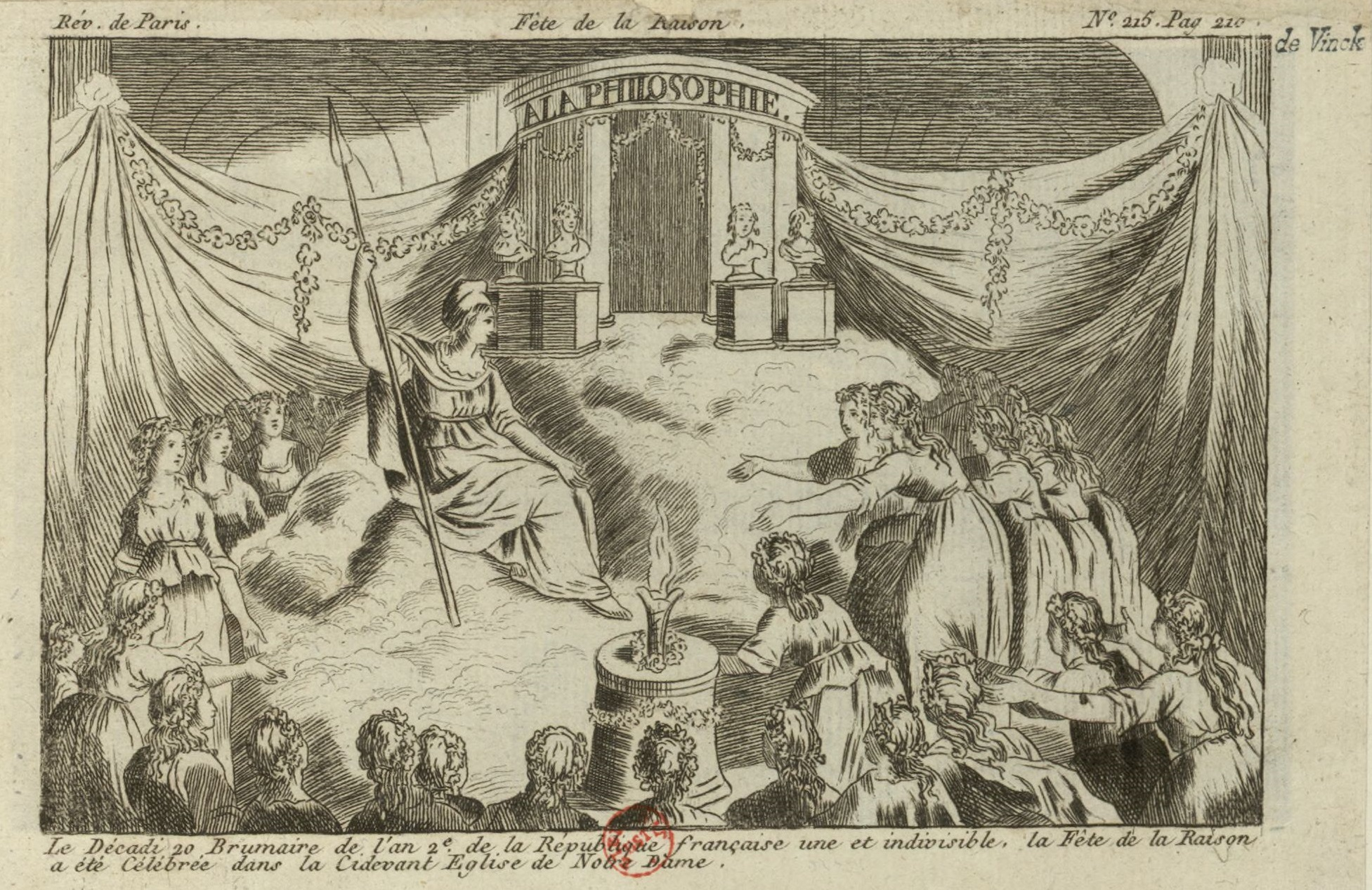
パリのノートルダム大聖堂で開催された「理性の祭典」（1793年11月10日）

「理性の祭典」は、1793年11月以降、パリのノートルダム大聖堂を中心にフランス全土で開催された祭典であり、ジャコバン派独裁のなか、同派のなかでジャック・ルネ・エベールを中心とするグループ（エベール派）の主導でおこなわれた。国家規模で営まれた公式な祭典はエベールとアントワーヌ＝フランソワ・モモロが監修し、企画や運営はピエール・ガスパール・ショーメットがあたった。11月10日、ノートルダム大聖堂の内陣中央に人工の山が設けられ、その頂上にギリシャ風の神殿が建てられ、その四隅にはヴォルテール、ジャン＝ジャック・ルソー、シャルル・ド・モンテスキューといった啓蒙思想家たちの胸像が設置され、神殿のなかからは「自由と理性の女神」に扮したオペラ座の女優が現れるという趣向で「理性の祭典」が始まった。祝祭の少女たちは白いローマ風のドレスとトリコロール（3色）の帯を身にまとい、「自由と理性の女神」のまわりを動き回った。赤いボンネットをかぶった女神は、白いドレスと青いマントを身につけて、手には黒檀の槍を持ちつつ緑色に彩色された玉座に着座する。そこにアジテーターが「狂信はいまや正義と審理に決定的に席を譲った。今後司祭は存在せず、自然が人類に教えた神以外に神は存在しないであろう」というアナウンスで盛り上げると、革命賛歌の歌声が聖堂全体に響きわたった。やがて、群衆が狂喜乱舞する祝宴が繰り広げられるという、きわめて無神論的、ないし無政府主義的な性格の強いものであった。

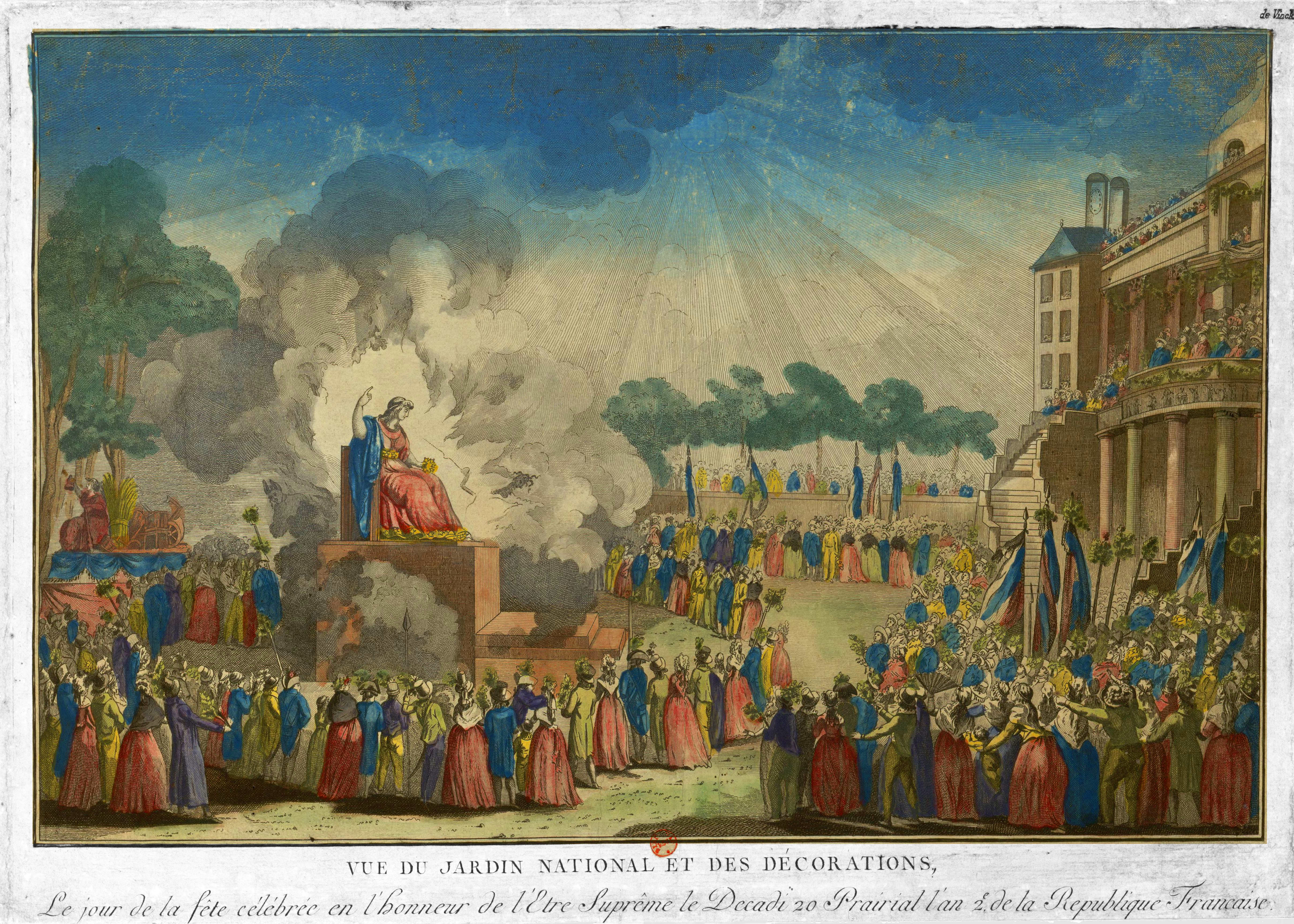
最高存在の祭典（1794年）

マクシミリアン・ロベスピエールと公安委員会は、非キリスト教化した者たちこそむしろ革命の外敵であると弾劾し、独自の新しい宗教「最高存在の崇拝」を確立した。霊魂の不滅を信じる清廉潔白なロベスピエールからすれば、革命の祭典はこのような無神論的でアナーキーなものであってはならず、カーニヴァルのような前近代的民俗の再生ではなく、「新しい人間」すなわち共和主義的な公民を創生するための公教育の一環でなくてはならなかった。「単一にして不可分」の共和国の基盤は道徳性を備えた民衆のなかにこそあるというのがロベスピエールの主張であった。その道徳性なるものは信仰心なくして生まれないと考えるロベスピエールは、「もし神が存在しないなら、それを発明する必要がある」と語ったといわれており、キリスト教の「神」に代わるもの、それが「最高存在」なのであった。こうして、1794年5月7日の法令に基づいて6月8日にテュイルリー宮殿やシャン・ド・マルス公園を中心に「最高存在の祭典」が挙行された。これはロベスピエール派による理神論的性格の強い市民宗教であった。すなわち、「理性の崇拝」を批判しながらも、カトリシズムの「迷信」を排除しようというのがロベスピエールの立場であった。しかし、「理性の崇拝」および「最高存在の崇拝」は両方とも短命であった。これらは「革命的宗教」ないし「革命的諸宗教」と呼ばれることがある。
自身の逮捕の6週間前、まだ権勢の絶頂にあったロベスピエールは上記のように新しい信仰を築くための式典を行った。しかし、彼が失脚し、革命広場（現、コンコルド広場）でギロチン刑に処せられたのは、それから間もない1794年7月28日のことである。

### 非キリスト教化運動の終焉
1795年の初めには、何らかの既存宗教に基づく信仰への回帰が形をなし始めており、1795年2月21日には法律が通過し、厳格な制限が課せられたとしても公的な崇拝が合法化された。ただし、教会の鐘の音、宗教的な行進、十字架を飾ることは依然として禁止されていた。
1799年の後半には、司祭は依然として刑罰のため投獄されていたり、植民地に追放されていたりした。迫害は、ルイ＝アレクサンドル・ベルティエ将軍率いるフランス軍が1798年の初めにローマを占領し、ローマ共和国の建国を宣言し、1799年8月、フランス軍によって捕らえられた教皇ピウス6世がフランスのヴァランスにて死去したのち、いったん悪化した。フランス優位のもとで、執政官ナポレオン・ボナパルトは政府関係者と新ローマ教皇ピウス7世とのあいだで1年にわたって交渉させ、1801年のコンコルダ（政教協約）によって公式に非キリスト教化運動を終結させ、ローマ教会とフランス国家との関係にかかわる諸規則を確定させた。 
「恐怖政治」の犠牲者は2万人から4万人におよぶとされている。ある推計によれば、革命裁判所によって断罪された人の内訳は貴族が約8パーセント、聖職者6％、中産階級14パーセント、労働者・農民は約70パーセントであり、かれらは徴兵拒否、脱走、反乱、その他の罪で処罰された。これらの社会的集団のうち、比率の上で最大の損害をこうむったのはローマカトリック教会の聖職者であった。
反教会諸法は、立法議会とその後継にあたる国民公会、およびフランス全土に所在する地方自治体の議会で可決されたものである。1801年のコンコルダによる取り決めは フランス第三共和政が1905年12月11日に政教分離法を制定してライシテの政策を打ち立てたことで廃止となったが、それまでの1世紀以上の間有効であった。

## 教会の犠牲
死刑、懲役、徴兵、減収といった自らに降りかかってくる脅威のなかで、憲法派司祭の大部分を含む約2万人の聖職者が僧籍を離脱し、6,000名から9,000名におよぶ僧籍離脱者は強制結婚に同意させられた。その多くはすべての聖職を放棄した。にもかかわらず、還俗した者のなかには秘密裡に民衆に奉仕しつづける人たちもいた。
約10年間で、およそ3万人の司祭がフランスを離れることを余儀なくされるか、処刑された。 フランスにおけるほとんどの教区は聖職者による奉仕がなされずに放置され、秘蹟が奪われた
。宣誓拒否僧の多くはギロチンにかけられるか、フランス領ギアナに流刑となった 。約40,000あったフランスの教会は1794年の復活祭の段階では維持されているものはほとんどなく、多くは閉鎖され、売却され、破壊され、また他の用途に転用されていた。
革命の暴力による犠牲者は、宗教的であるか否かによらず、一般にキリスト教の殉教者として扱われ、殺害された場所は巡礼の対象となった。家庭での問答、民間信仰、シンクレティズム（習合）と異教の営みがいっそう一般的なものとなった。フランスにおける宗教習俗に対する長期的影響は重大なものである。それら伝統的な宗教的営みから離れた人びとの多くは、旧に復することがなかったのである。

## 画像

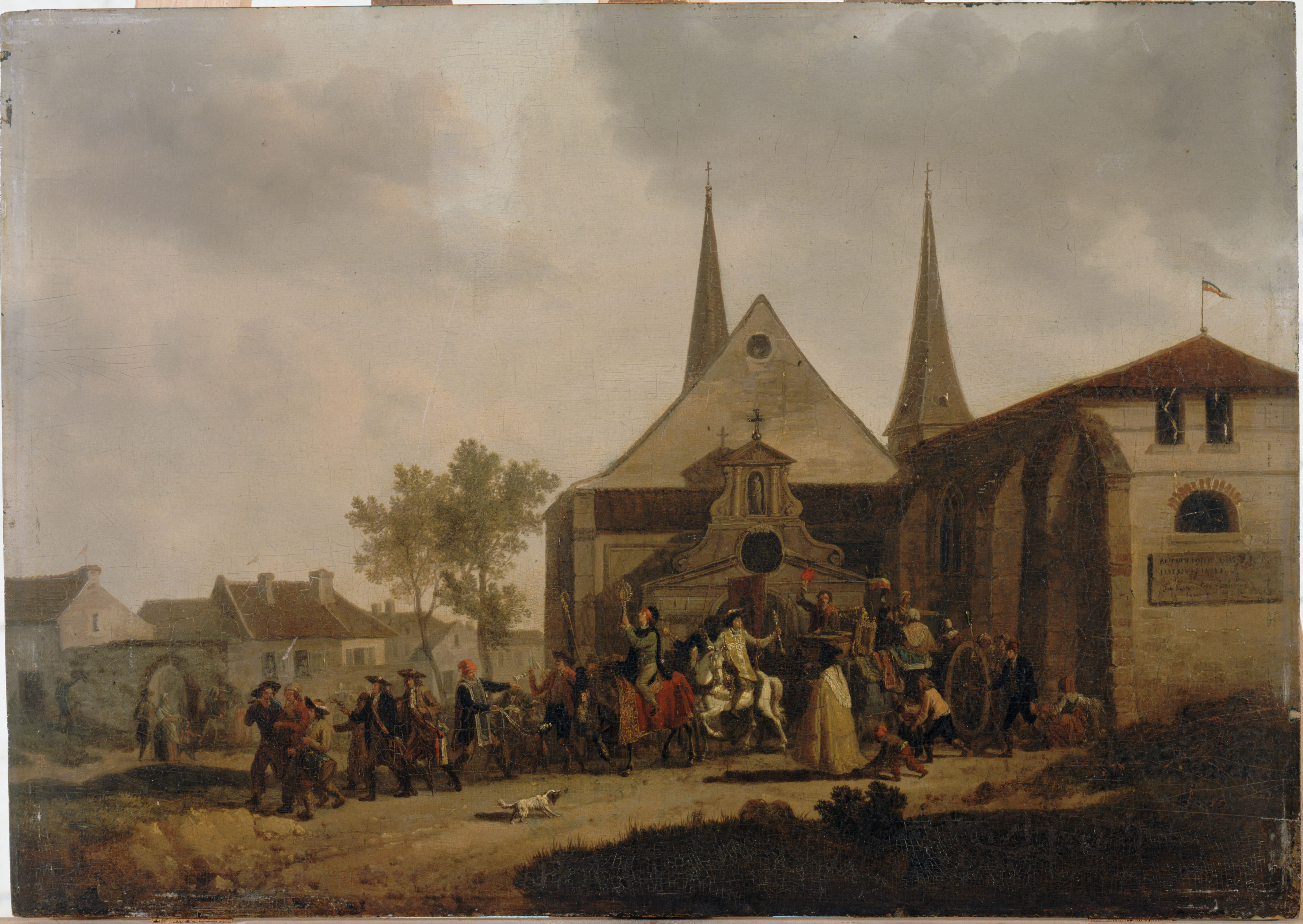
教会の「不平等」（Jacques François Joseph Swebach-Desfontaines画, 1794年）。
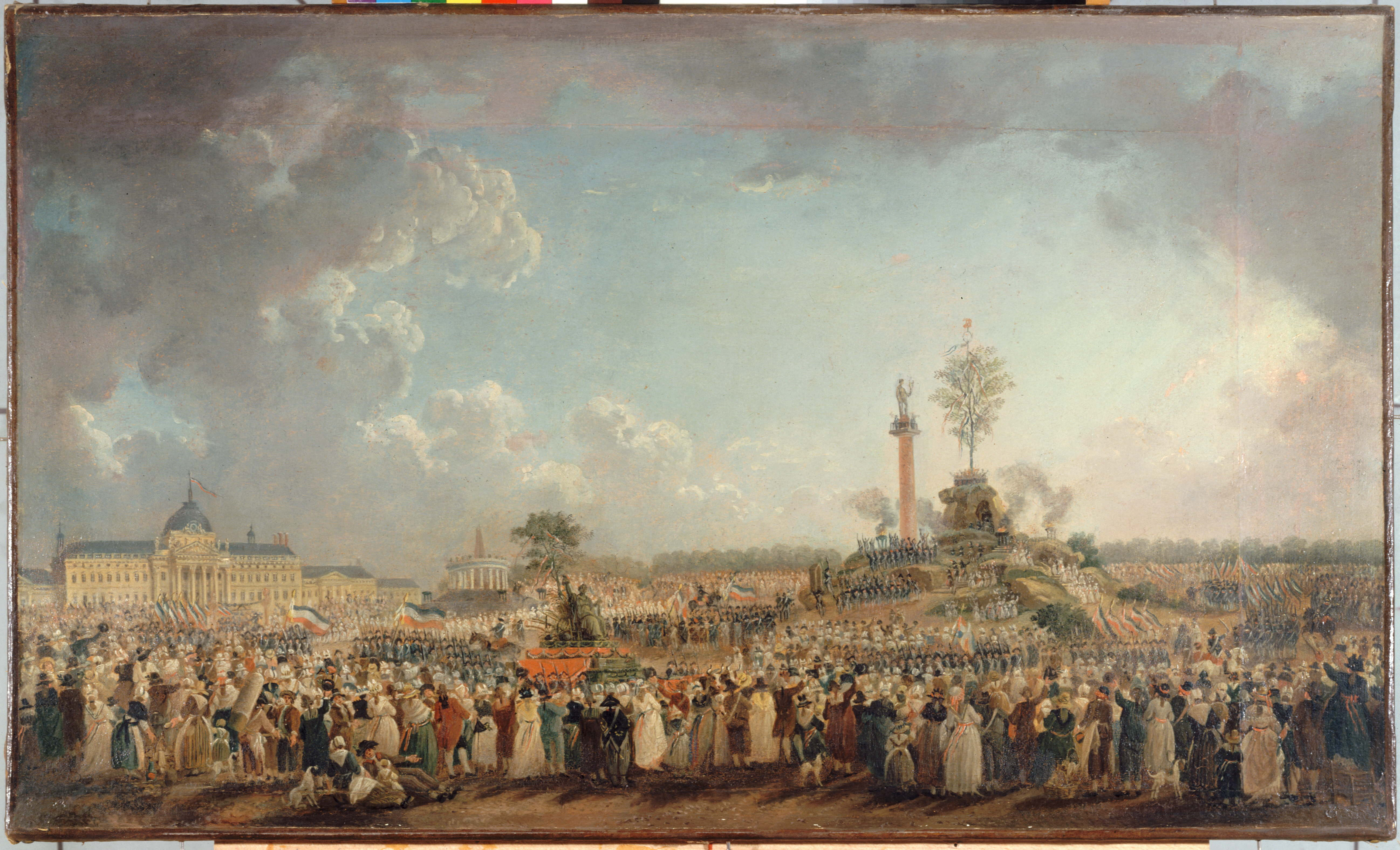
1794年6月8日の「最高存在の祭典」。
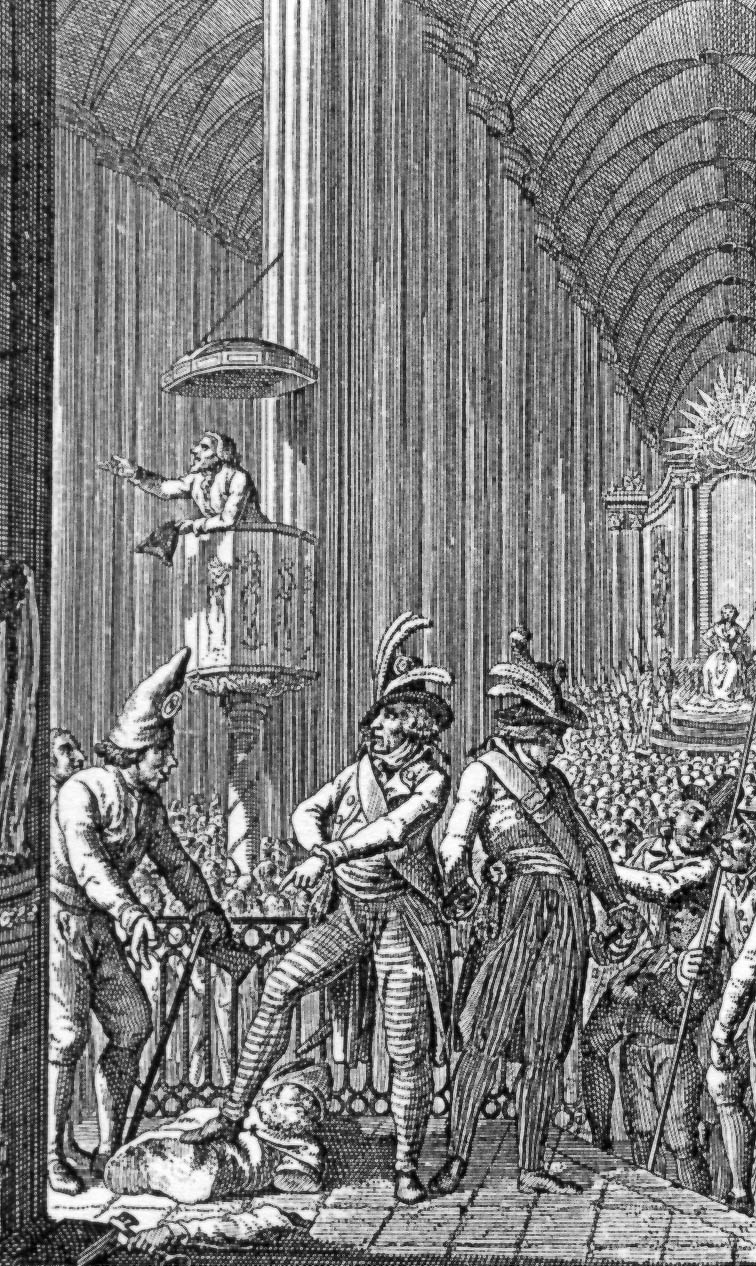
ストラスブールのノートルダム聖堂は「理性の寺院」に変わった。